# پیونیتسه (باچکا پالانکا)
پیونیتسه (به صربی: Pivnice) یک منطقهٔ مسکونی در صربستان است که در Bačka Palanka Municipality واقع شده‌است. پیونیتسه ۳٬۸۳۵ نفر جمعیت دارد.